# NGC 976
NGC 976 ist eine Spiralgalaxie vom Hubble-Typ Sbc im Sternbild Widder auf der Ekliptik. Sie ist schätzungsweise 195 Millionen Lichtjahre von der Milchstraße entfernt und hat einen Durchmesser von etwa 90.000 Lichtjahren.
Im selben Himmelsareal befinden sich die Galaxien NGC 992 und IC 235.
Die Typ-Ia/P-Supernova SN 1999dq wurde hier beobachtet.
Das Objekt wurde im Jahr 1876 von Ernst Wilhelm Leberecht Tempel entdeckt.

## NGC 976-Gruppe (LGG 61)
| Galaxie  | Alternativname | Mio. Lj |
| -------- | -------------- | ------- |
| NGC 924  | PGC 9302       | 203     |
| NGC 932  | PGC 9379       | 186     |
| NGC 976  | PGC 9776       | 195     |
| NGC 935  | PGC 9388       | 189     |
| NGC 938  | PGC 9423       | 188     |
| IC 1797  | PGC 9205       | 188     |
| IC 1801  | PGC 9392       | 183     |
| PGC 9475 | UGC 1965       | 189     |
| PGC 9738 | UGC 2032       | 197     |
| PGC 9828 | UGC 2064       | 194     |
| PGC 9313 | MCG +3-7-13    | 192     |